# FC大阪
FC大阪（エフシーおおさか、英: FC Osaka）は、大阪府東大阪市をホームタウンとする、日本プロサッカーリーグ（Jリーグ）に加盟するプロサッカークラブ。2021年1月1日から2022年1月11日までのクラブ名表記は「F.C.大阪」。

## 概要
企業・公益法人など諸団体へのセールスプロモーションを目的とした広告代理店である株式会社アールダッシュ（旧：日本エンタテインメントグループ株式会社）が母体となって、同社の社員などを中心にした企業草サッカーチームとして1996年に創設されたサッカークラブ で、地域リーグ時代から女子クラブ（2013年創設）、サッカースクール、シニアチームの運営などを幅広く展開し、またトップチームには元Jリーガーや外国人選手を採用するという異色の運営方針をとることで知られた。この運営方針については、FC大阪というクラブを、諸団体の広告コンテンツの一部を担うものととらえ、サッカー部を保有することで、様々な取引先諸団体などの顧客に対してPRをする機会を生み出し、諸団体との関係性の強化を図るものとされた。
カンピオナート・ブラジレイロ・セリエA（ブラジル1部リーグ）のグレミオFBPAと提携するとともに、現地に育成部門の組織を編成。プリメイラ・リーガ（ポルトガル1部リーグ）のCSマリティモなどとも業務提携を図るほか、FC大阪に在籍した経験のある日本人選手のマネジメント事業にも取り組んでいる。
大阪府を本拠とする関西独立リーグの大阪ゼロロクブルズと2013年3月27日に相互協力提携を結んでいる。
2018年1月、Jリーグ加盟の前提となるサッカー部門の法人化のため、一般社団法人FC大阪スポーツクラブを設立、同年11月には、東大阪市とホームタウン協定を締結した。2019年4月、運営会社となる株式会社FC大阪を設立。2021年1月1日付けで株式会社F.C.大阪へ社名変更しクラブ名も変更したが、クラブ名は1年後に元に戻された（後述）。
マスコットキャラクターは水の妖精をモチーフとした「えふしくん」 と、人間の女性をモチーフにした「リーナ」、白虎をモチーフにした「ガーディアン・ティグレ」。リーナとガーディアン・ティグレをデザインしたのはクラブのスポンサー企業であるアスラフィルムの青木悠。過去のマスコットキャラクターは鯉をモチーフにした「コイ坊」で、2014年から2018年まで起用されていた。

## 歴史

### 1996年 - 2011年（大阪府リーグ）
1996年に創業者 吉澤正登が社長を務める会社の同好会としてチームが発足された。
大阪府社会人サッカーリーグ5部からチームはスタート。
2007年に大阪府社会人サッカーリーグ1部で初優勝。2010年、第46回全国社会人サッカー選手権大会に初出場（1回戦でクラブフィールズ・ノルブリッツ北海道に敗退）。2011年、大阪府リーグ1部で3年連続4度目の優勝。関西府県サッカーリーグ決勝大会で優勝し、関西サッカーリーグ2部へ昇格。またこの年より、運営法人を「日本エンタテインメントグループ株式会社」から「株式会社アールダッシュ」に変更した。

### 2012年 - 2014年（関西リーグ）
2012年、関西リーグ2部で開幕から10連勝するなど13勝1敗の成績で優勝し、関西リーグ1部へ昇格。2013年、関西リーグ1部で12勝2分（無敗）の成績で優勝。第37回全国地域サッカーリーグ決勝大会は1次ラウンドで敗退。女子チーム「FC大阪CRAVO」を設立。2014年、The KSL Island Shield of Awajiで優勝。大阪サッカー選手権大会で初優勝し第94回天皇杯に初出場（1回戦でツエーゲン金沢に敗退）。第50回全国社会人サッカー選手権大会で優勝。第38回全国地域サッカーリーグ決勝大会で準優勝。12月10日の日本フットボールリーグ（JFL）理事会でJFL入会が承認された。

### 2015年 - 2022年（JFL）
2015年、第95回天皇杯全日本サッカー選手権大会の1回戦でC大阪に勝利を収めた。
2018年、Jリーグ加盟の前提となる運営法人「一般社団法人FC大阪スポーツクラブ」を設立。JFL参戦4年目で、過去最高の年間通算順位2位で終了。同年11月27日、東大阪市をホームタウンとすることが承認される。東大阪市には、ラグビーワールドカップ2019を前に大改修を終えた東大阪市花園ラグビー場などがあり、今後、東大阪市をホームタウンにJリーグ参入に向けた準備を進める。
その後、2019年11月26日付で、FC大阪と東大阪市との間で東大阪市花園ラグビー場の第2グラウンドの改修に関する協定を結んだ（花園ラグビー場使用と第2グラウンド改修の経緯については後述）
2020年2月25日、Jリーグ百年構想クラブとして承認。その後、6月30日には、2021年J3リーグ加盟へ向けたJ3リーグライセンスの申請を行った。9月15日にJリーグからJ3ライセンスが交付された。
2021年1月1日付けで、「FC」に「フットボールクラブ」の意味だけではなく、様々な領域（Field）、基礎・基板（Foundation）、人々のため（For people）の頭文字の「F」と、地域貢献（Community contribution）、協調（Cooperation）、信頼（Confidence）、創造（Creation）の頭文字の「C」を組み合わせたという意図を持たせるため、クラブ名及び運営法人名を「FC大阪」から「F.C.大阪」（英語表記：F.C.✩OSAKA）へ変更した。
2021年2月10日、クラブ発足以来運営面を担ってきた代表取締役社長兼CEOの疋田晴巳が急性劇症肝炎のため60歳で急死。同年3月13日、取締役副社長を務めていた近藤祐輔が代表取締役社長に就任した。
2022年1月12日、クラブ名及びトップチーム名称を「FC大阪」へ改称した。なお、運営法人名は引き続き「株式会社F.C.大阪」とする。
2022年11月5日、Honda FC戦で勝利を収め、J3リーグ昇格の成績条件である「JFL4位以内、かつ百年構想クラブ上位2チーム」をクリア。残す条件である「ホーム平均入場者数2,000人超え」をクリアするためには、11月20日に行われるホーム最終戦MIOびわこ滋賀戦で3,732人を超える観客を動員する必要があったため、大阪府と協力し府民向け無料招待券の発行や、選手が無料招待チラシを街頭で直接配るなどのアピールを敢行、当日には12,183人の観客を動員し条件を全てクリア。試合は引き分けに終わり、優勝こそ奈良クラブに譲ったものの、J3昇格を果たした。

### 2023年 - （J3）
2023年
2020年から指揮を執った塚原真也がS級ライセンスを有していないため、前年を以て監督を退任し、強化部ダイレクターに就任。後任に、前年途中から八戸を率いた志垣良を招聘した。
前田悠斗と大桃海斗が引退、山﨑舜介や後藤準弥、ガブリエル・ピレスら9名が退団。前年途中からVONDS市原FCに期限付き移籍していた吉田大河も同クラブに完全移籍となった。その他、岡山から期限付き移籍で加入していた福元友哉も移籍期間満了で退団となった。 補強面では、横浜FMよりンダウ・ターラ、 ヴェルスパ大分より利根瑠偉、ラインメール青森FCより酒井匠、八戸より板倉洸、島田拓海、服部一輝、ギリシャ2部・ASアナゲンニシ・カルディツァスよりジャン・マリー・ドングーが完全移籍で、いわきより古川大悟、水戸より松田佳大、ブラジル1部・セアラーSCよりジョアン・ヴィクトールが期限付き移籍で、新卒では、びわこ成蹊スポーツ大学より山田祐樹が加入した。また、期限付き移籍で加入していた吉馴空矢と武田太一が完全移籍に移行した。
10月24日に発表された2024年J2ライセンス申請の審査結果で、「U-15チームが設置されておらず、J2ライセンスに必須とされる、競技基準S.02を満たしていない」という理由で不交付となった。U-18は設置されているため、U-18、またはU-15のいずれか一方のみ設置されていることについては充足しているものとみなされ、J3ライセンスのみの交付が認められ、J2昇格の可能性が消滅した。これについてFC大阪では、U-15チームは2023年度中に17人の内定選手の受け入れをしており、トレーニングなどを開始、2024年2月から行われる予定の「高円宮杯U-15サッカーリーグ・大阪府アドバンスリーグ」への参加を目指して準備を進めていくと発表。そのうえで代表取締役の近藤祐輔は「昨今、スタジアム要件の不確定要件が残されていても、暫定的特例処置でクラブライセンスが交付されているクラブが多くある中、アカデミーのライセンス基準に対して、リーグの指導のもと進めてきたのにも関わらず、今回の理事会での不交付となったことは、我々にとって納得のいくものではありません」と苦言を呈している。
チームはJ3昇格初年度に堅い守備で粘り強いサッカーを続け、終盤まで上位争いを演じる。最後の4試合を未勝利で終わり、最終順位は14勝11分13敗の11位。失点数はリーグで3番目に少なかった。中位以下からは手堅く勝点を拾うものの、愛媛、鹿児島、富山の上位3クラブには6戦全敗するなど勝負弱さも見られた。シーズン終了後に志垣監督が退任。
2024年
前鹿児島監督の大嶽直人が新監督に就任。前年から24人が退団、復帰も含め23人が加入した。
開幕連勝のあと、J2から降格してきた金沢から6点を奪い大勝し、首位に立つ。その後、4試合連続スコアレスドローとなり、堅守ながら得点力不足に悩まされる。シーズンを通して大きく崩れることはなく、上位争いを演じ、最終的に15勝13分10敗の6位。J2昇格プレーオフ進出を決めた。得点はリーグ5番目に少なかったが、失点31はリーグ最少であった。
プレーオフ準決勝ではアウェーで3位の富山と対戦。決勝進出には勝利しかないという状況で、前半36分に先制を許してしまう。しかし前半アディショナルタイムにロングボールから増田が決めて追いつき試合を折り返した。後半は勢いそのままに押し込み続けるが、富山の牙城を崩すことはできずそのまま1-1で引き分け、規定により惜しくも決勝進出はならなかった。

## ホームタウン活動
FC大阪は大阪市周辺を活動拠点としながらも明確なホームタウンを位置付けていなかったが、2017年に富田林市とシティーセールスに関する包括的連携協定を締結し、インターネットテレビ「富田林テレビ」の活用や子どもサッカー教室の開催などの連携事業を行う。
2019年8月には大阪府との間で、府政のPR、地域活性化、子ども・福祉、スポーツ・健康、防災の5分野における連携と協働に関する包括連携協定を締結。この一環で、府が所管する服部緑地陸上競技場（豊中市）の天然芝をFC大阪が寄付し、府と服部緑地の指定管理者、FC大阪の間で維持管理協定を結んでFC大阪が服部緑地陸上競技場ピッチのメンテナンスを受託している。
上記の通り、2019年度から東大阪市をホームタウンとして制定し、富田林市の他にも四條畷市、阪南市、門真市とも、ホームタウンに準じたシティーセールスやSDGs推進活動などにかかわる包括連携協定を締結。大阪市、松原市、岸和田市、柏原市、泉南郡熊取町、南河内郡千早赤阪村、兵庫県揖保郡太子町とは地元ケーブルテレビやインターネットテレビを通した動画配信サービスへの情報提供などを展開している。
2020年、これまで東大阪市からHOS株式会社（旧：株式会社東大阪スタジアム）に委託していた花園ラグビー場を含む東大阪市花園中央公園の管理業務を、民間企業・団体のグループに委託する指定管理者制度を導入するにあたり、FC大阪を主体とするグループ「東大阪花園活性化マネジメント共同体」として応募し、採用された。運営期間は2020年10月1日～2040年3月末までの19年半（予定）。

## タイトル

### リーグ戦
- 関西サッカーリーグ1部 : 1回
  - 2013年
- 関西サッカーリーグ2部 : 1回
  - 2012年
- 大阪府社会人サッカーリーグ1部 : 4回
  - 2007年、2009年、2010年、2011年

### その他
- 全国社会人サッカー選手権大会 : 1回
  - 2014年
- 関西府県サッカーリーグ決勝大会 : 1回
  - 2011年
- 大阪サッカー選手権大会 : 6回
  - 2014年、2015年、2017年、2018年、2019年、2021年

### 個人
- J3リーグ
  - フェアプレー個人賞
    - 2023年 - 永井建成
- 日本フットボールリーグ
  - 得点王
    - 2016年 - 川西誠

  - ベストイレブン
    - 2016年 - 川西誠
    - 2018年 - 岩本知幸

## 下部・関連組織
- FC大阪CRAVO - 2013年に設立された女子サッカーチーム。「CRAVO」とは、「グループ」を意味する「Comunhão」、「魂（強い意志）」を意味する「Raça」、「喜び」を意味する「Alegria」、「勝利」を意味する「Vitória」、「目標」を意味する「Objetivo」の5つのポルトガル語の頭文字をとったものである[38]。2023年は関西女子サッカーリーグDivision1に所属している。
- FC大阪VIDA - 50歳以上を対象としたシニアチーム。
- サッカースクール - 育成組織として児童から高校生を相手にサッカースクールを持つ。U-18チームも持つ。それとは別に大人(社会人)のサッカースクールを運営している。
- その他 - 育成組織として、ブラジルに「FC大阪Brasil」という支部を持つ。

### FC大阪高等学院
FC大阪ではU-18に所属する選手を中心として、「やりたいことの時間の確保」と「夢の実現を目指す」というコンセプトに挑む若者たちに、サッカー選手としてだけでなく、人間の人格形成を目的とした定時制・通信制の高等学校として、「鹿島学園高等学校・FC大阪高等学院」を、学校法人鹿島学園（本部・茨城県）と連携し、本社オフィスのある大阪市の中央本校と、練習場がある堺市の堺校の2つで展開している。
同学院の生徒らは、サッカーの練習、並びに通常の高等学校の卒業資格を得ることを目的とした授業のほか、サッカーを中心軸としたスポーツビジネスの運営、スポーツマネージメントや将来のセカンドキャリアにもつながる社会人基礎力を高めるための勉強も行っている。

### 国外の業務提携クラブ
- グレミオFBPA
- CSマリティモ
- アンタルヤスポル
- マイアミ・ユナイテッドFC（英語版）

## ホームスタジアム

### JFL時代
JFL昇格以後の2015年-2018年までは大阪市を主たるホームタウンとし、長居公園の長居球技場（当時キンチョウスタジアム）、または長居第2陸上競技場（ヤンマーフィールド長居）をメインとしていた。
2019年からは正式に東大阪市がホームタウンとなるも、東大阪市花園ラグビー場はラグビー優先の日程が組まれていた関係もあり、大阪府との包括連携協定に基づき天然芝を寄付しFC大阪が管理を受託している服部緑地陸上競技場（豊中市）を実質的なメインスタジアムとしていた。FC大阪がラグビー場を含む花園中央公園の指定管理者となった2020年から2022年までは花園第2グラウンドと服部競技場の2か所で日程を折半。2023年度からはJリーグライセンスのスタジアム基準を充足する花園第1グラウンドでの開催に特化するようになった。
練習についても基本的に花園第2グラウンドと多目的球技広場、服部競技場を日によって変えて行っている

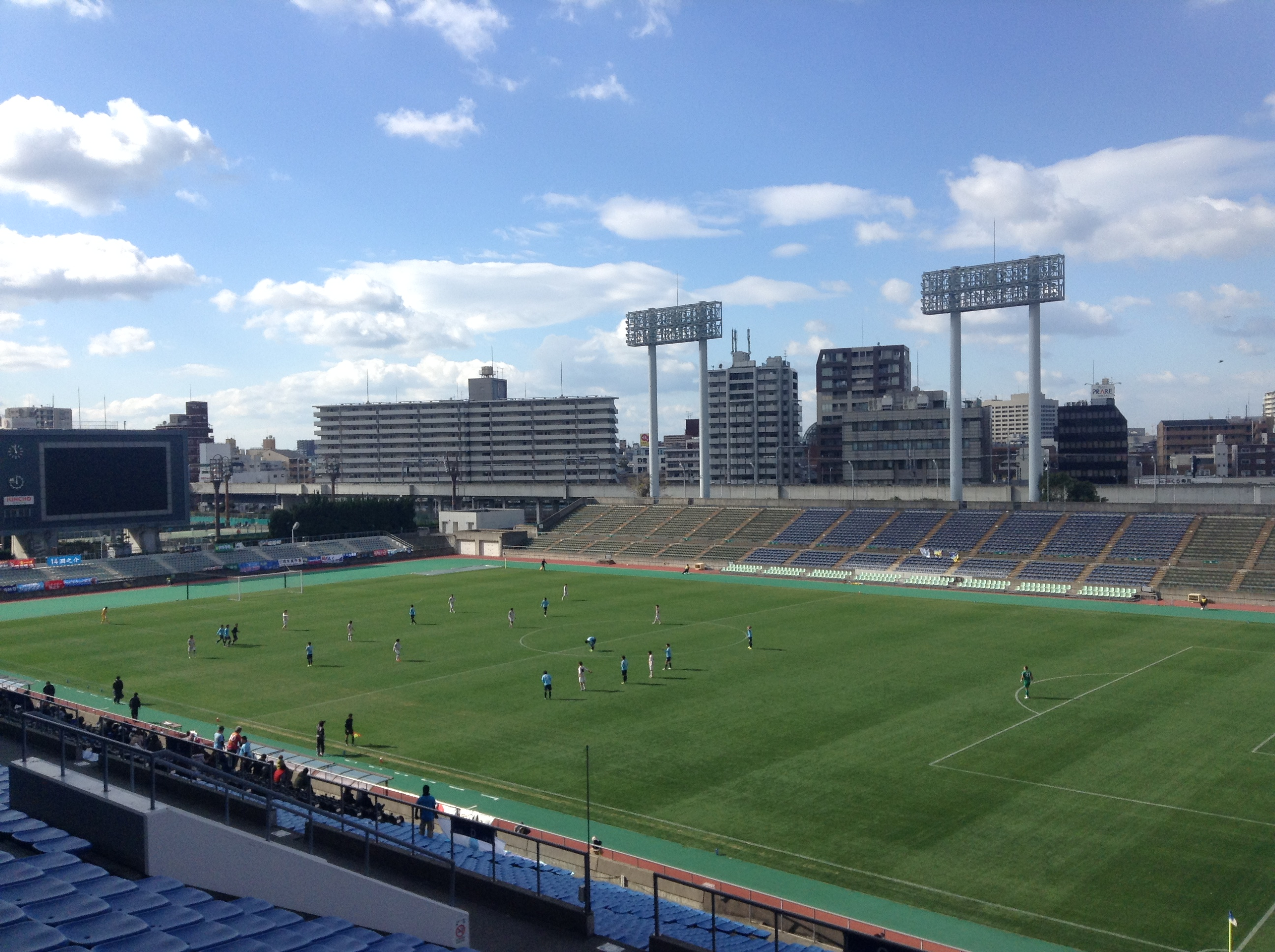
キンチョウスタジアム（改築前の2014年撮影）
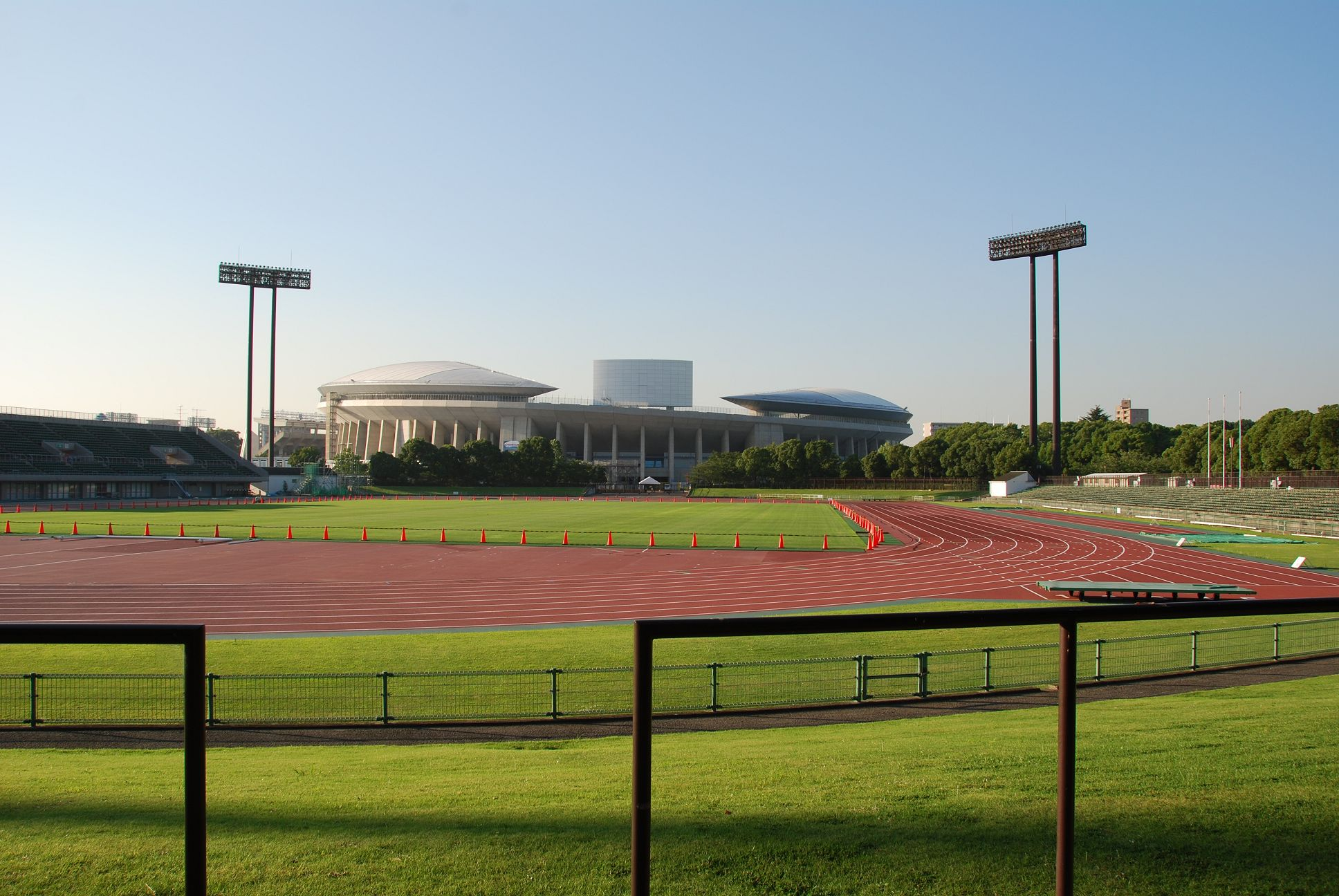
ヤンマーフィールド長居
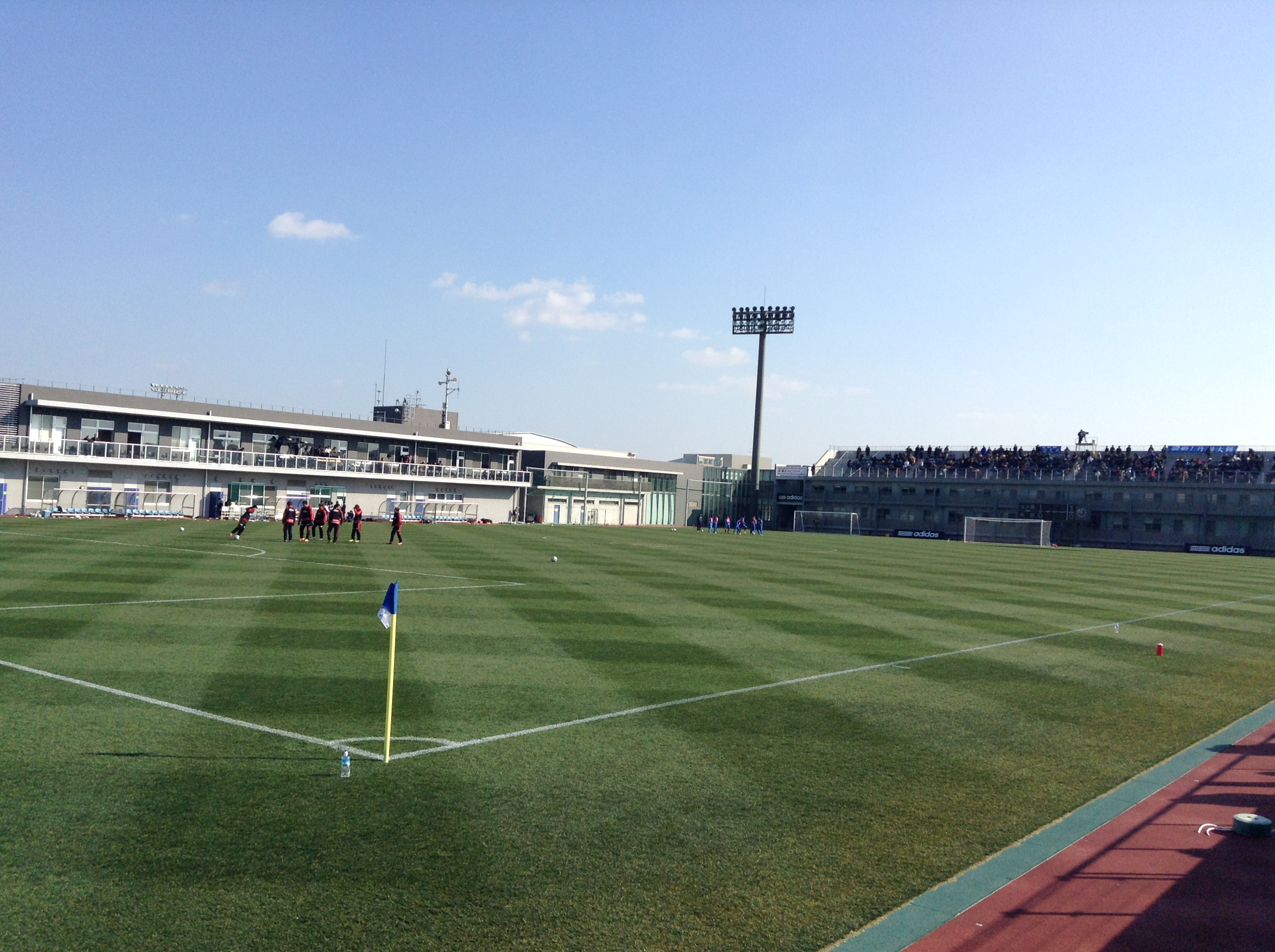
堺市立サッカー・ナショナルトレーニングセンターS1フィールド
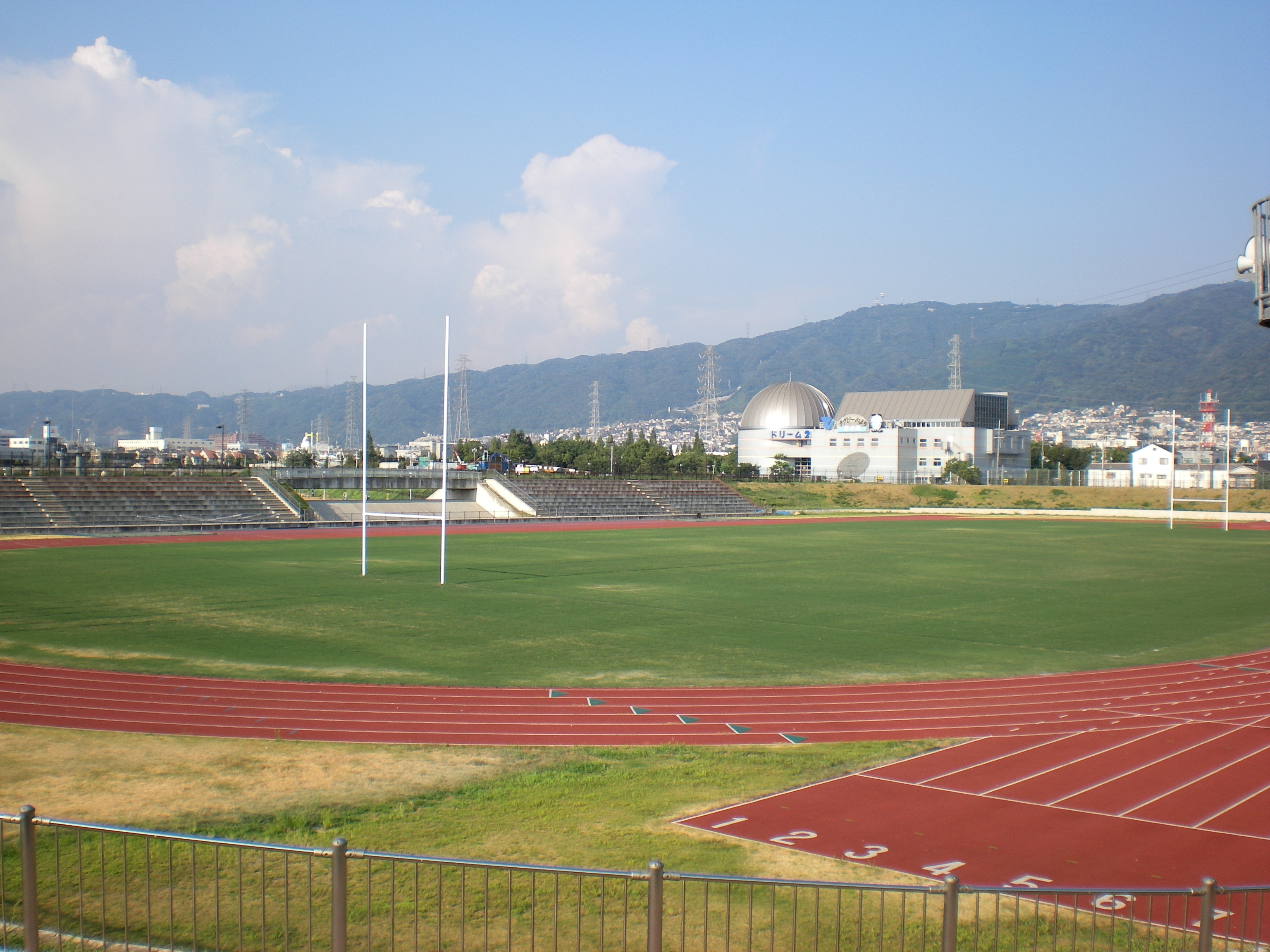
花園中央公園多目的球技広場（花園ラグビー場第3グラウンド）

### 花園第2グラウンドの整備計画
2019年11月、老朽化が進んでいた花園ラグビー場の第2グラウンドをJ3ライセンスを充足するスタジアムにするための改修を計画し、それへ向けた協議を進める内容で基本協定を結んだ。
第2グラウンドはスタンドが1,372人しか収容できないため、これをJ3加盟の下限である5,000人以上収容規模のスタンドなどを兼ね備えたスタジアムに整備する計画。正面メインスタンドに屋根を敷設し、ゴール裏スタンドには傾斜を付ける工事を行うことになっている。建設費用はFC大阪が全額負担したうえで完成後東大阪市に寄贈し、2021年12月までの完成を目指す予定だった。本計画はFC大阪側から打診があり、実現したもの。また、2019年11月26日にはJリーグに対して、「Jリーグ百年構想クラブ」の申請書類を提出し、2020年2月に認定された。
後述の第1グラウンド暫定利用に伴う再協定に伴い、FC大阪は2025年6月までに第2グラウンドの具体的な整備計画を改めて提出。総工費を15億2900万円に設定し、2026年11月から整備に着手、2028年3月までに完成する予定を示し、東大阪市もこれを了承した。

### 花園第1グラウンドの暫定使用
2022年、JFLでJ3昇格の成績案件を満たす可能性が出てきたことを受けて、同年10月のJリーグに対するヒヤリングで、FC大阪社長の近藤祐輔は「J3昇格後は同ラグビー場第1グラウンド（27,345人収容）で主管試合の8割以上を開催する」方針とする意向を示した。その際、第2グラウンドの改修についても言及したが、「ボーリング調査まで進めているが、基本設計の手前で止まっており、東大阪市や設計会社も含めて協議している。全国高等学校ラグビーフットボール大会が始まる関係もあるので、進捗は来年（2023年）の1月以降になる」との説明をし、併せて「土曜日にサッカー、日曜にラグビーなどのような共存が可能である」と強調。Jリーグチェアマンの野々村芳和は「フットボールという視点で、日本の成功例を作り上げるエリアであると感じる。そういう観点からも期待したい」とするコメントを寄せている。
しかし、再延長された期限である2023年3月になっても、当初の計画に基づく50億円前後の改修費用を捻出できず、市側と協議が継続。基本設計にすら進めない状況が続き、第2グランドの老朽化が進行していることに東大阪市側が懸念を示していた。
2024年12月23日、FC大阪と東大阪市との間で第2グラウンドの改修に向けた協定を再締結。FC大阪が2027年度末までに第2グラウンドに電光掲示板と観客席5000席を作る工事を行い、市に寄贈する方針が固まったと発表した。改修期限を2028年（令和10年）3月までと区切った上で、具体的な計画を2025年6月までに示せない場合は、東大阪市が花園第1グラウンドの暫定利用を認めないこととなった。
その後2025年6月までにFC大阪が第2グラウンドの具体的な整備計画を示し、東大阪市の野田義和市長は「間違いなく履行されることを確認した。財務上も問題ないと聞いている」としてこれを了承。ホームスタジアムの確認書に署名する方針も明らかにした。

### 開催状況
2022年のJFLにおいては、花園第1グラウンドは、JFL昇格後初主催となった5月の鈴鹿ポイントゲッターズ戦のみの予定だったが、J3昇格の集客案件の充足の観点から、11月のホーム最終戦MIOびわこ滋賀戦を当初の服部競技場から花園第1グラウンドに会場を変更し、その試合でFC大阪の主管試合での最多動員の新記録となる12,813人を動員した。
2023年は、万博記念競技場（吹田市）を使用する第38節愛媛戦を除く主管18試合は全て花園第1グラウンドで開催された。また、第30節鹿児島戦は平日の10月5日に花園第1グラウンドでのナイトゲームとして行われた。
2024年は、紀三井寺運動公園陸上競技場（和歌山県和歌山市）を使用した第17節鳥取戦、たけびしスタジアム京都（京都府京都市）を使用した第26節金沢戦、第31節岩手戦を除くリーグ戦主管16試合とルヴァンカップ1試合を全て花園第1グラウンドで開催した。
2025年は、紀三井寺運動公園陸上競技場を使用する第10節群馬戦、たけびしスタジアム京都を使用する第31節琉球戦、第35節長野戦を除くリーグ戦主管16試合とルヴァンカップ1試合を全て花園第1グラウンドで開催する予定。

## ユニフォーム

### クラブカラー
- - 2008年：  水色、  黄色
- 2009年 - 2013年：  赤
- 2014年 - 現在：  水色

### ユニフォームデザイン
- 2025シーズンユニフォームはコシノジュンコによるデザイン[56]。

### ユニフォームスポンサー
| 掲出箇所   | スポンサー名       | 表記                 | 掲出年   | 備考                                    |
| 胸         | 大末建設           | 大末建設             | 2025年 - | 2024年は袖                              |
| 鎖骨       | なし               | -                    | -        |                                         |
| 鎖骨       | ディエスジャパン   | ディエスジャパン     | 2024年 - | 右側に表記                              |
| 背中上部   | 井藤漢方製薬       | 井藤漢方製薬         | 2020年 - | 2018年 - 2019年は背中下部               |
| 背中下部   | なし               | -                    | -        |                                         |
| 袖         | 東武トップツアーズ | 東武 トップ ツアーズ | 2025年 - | 2022年5月 - 2023年は鎖骨右側 2024年は胸 |
| パンツ前面 | SyncMOF株式会社    | SyncMOF              | 2025年 - |                                         |
| パンツ背面 | なし               | -                    | -        |                                         |

### ユニフォームサプライヤーの遍歴
- - 2009年：アシックス
- 2010年 - 2011年：マイター
- 2012年 - 2013年：ガビック
- 2014年 - 2015年：ゴル
- 2016年 - 2017年：マイター
- 2018年：ニューバランス[57]
- 2019年 - 現在：ボネーラ

### 歴代ユニフォーム
| FP 1st |      |      |      |      |
| 2015   | 2016 | 2017 | 2018 | 2019 |
| 2020   | 2021 | 2022 | 2023 | 2024 |
| 2025 - |      |      |      |      |
|        |      |      |      |      |

| FP 2nd |      |      |      |      |
| 2015   | 2016 | 2017 | 2018 | 2019 |
| 2020   | 2021 | 2022 | 2023 | 2024 |
| 2025 - |      |      |      |      |
|        |      |      |      |      |

### 歴代ユニフォームスポンサー表記
| 年度 | 箇所                 | 箇所         | 箇所                        | 箇所         | 箇所                                                        | 箇所                        | 箇所                | 箇所                   | サプライヤー |
| 年度 | 胸                   | 鎖骨左       | 鎖骨右                      | 背中上部     | 背中下部                                                    | 袖                          | パンツ前面          | パンツ背面             | サプライヤー |
| 2008 | Japan Create         | 解禁前       | 解禁前                      | CONNECT      | -                                                           | -                           | -                   | 解禁前                 | asics        |
| 2009 | R-DASH               | 解禁前       | 解禁前                      | -            | -                                                           | -                           | -                   | 解禁前                 | asics        |
| 2010 | R-DASH               | 解禁前       | 解禁前                      | -            | -                                                           | -                           | -                   | 解禁前                 | mitre        |
| 2011 | R-DASH               | 解禁前       | 解禁前                      | -            | -                                                           | -                           | -                   | 解禁前                 | mitre        |
| 2012 | BioBank              | 解禁前       | 解禁前                      | 堂島プリン   | -                                                           | -                           | -                   | 解禁前                 | GAViC        |
| 2013 | OM-X                 | 解禁前       | 解禁前                      | 堂島プリン   | -                                                           | LAHAINA                     | -                   | 解禁前                 | GAViC        |
| 2014 | OM-X                 | 解禁前       | 解禁前                      | Grêmio FBPA  | -                                                           | Excel Human LAHAINA         | -                   | 解禁前                 | gol.         |
| 2015 | OM-X                 | 解禁前       | 解禁前                      | -            | -                                                           | Excel Human LAHAINA         | -                   | 解禁前                 | gol.         |
| 2016 | OM-X                 | 解禁前       | 解禁前                      | タヒボ nFD   | -                                                           | Excel Human LAHAINA         | TURKISH AIRLINES    | 解禁前                 | mitre        |
| 2017 | OM-X                 | 解禁前       | 解禁前                      | タヒボ nFD   | SANYO SHOJI CO.,LTD. METALS RECYCLE SYSTEM 地球にありがとう | RECYCLE AID                 | こいずみ 鍼灸整骨院 | 解禁前                 | mitre        |
| 2018 | OM-X                 | -            | -                           | タヒボ nFD   | 井藤漢方製薬                                                | Excel Human LAHAINA         | iCure 鍼灸\|接骨    | 解禁前                 | New Balance  |
| 2019 | OM-X                 | TEIEMU GIKEN | Japan Create                | Azoom        | 井藤漢方製薬                                                | iCure アイキュア 鍼灸\|接骨 | - / タヒボ nFD      | 解禁前                 | bonera       |
| 2020 | OM-X                 | HTBエナジー  | -                           | 井藤漢方製薬 | ヒカリレンタ                                                | iCure アイキュア 鍼灸\|接骨 | -                   | -                      | bonera       |
| 2021 | OM-X                 | HTBエナジー  | iCure アイキュア 鍼灸\|接骨 | 井藤漢方製薬 | ヒカリレンタ                                                | -                           | NO SIDE!            | -                      | bonera       |
| 2022 | OM-X                 | REMATEC      | - / 東武トップツアーズ      | 井藤漢方製薬 | ヒカリレンタ                                                | ReCORE リコア 鍼灸\|接骨    | NO SIDE!            | -                      | bonera       |
| 2023 | OM-X                 | REMATEC      | 東武 トップ ツアーズ        | 井藤漢方製薬 | Λ\Q                                                         | ReCORE リコア 鍼灸\|接骨    | NO SIDE!            | HIGASHIOSAKA SDGs GEAR | bonera       |
| 2024 | 東武 トップ ツアーズ | REMATEC      | ディエスジャパン            | 井藤漢方製薬 | Λ\Q                                                         | 大末建設                    | NO SIDE!            | -                      | bonera       |
| 2025 | 大末建設             | -            | ディエスジャパン            | 井藤漢方製薬 | -                                                           | 東武 トップ ツアーズ        | SyncMOF             | -                      | bonera       |